# Belezma
Le Belezma est un massif montagneux du Nord-Est de l'Algérie situé dans la wilaya de Batna, prolongeant le massif de l'Aurès dont il est séparé par la « dépression » Batna-El Kantara. C'est aussi le nom d'une plaine, au nord du massif.

## Géographie
Prolongeant au sud-est les monts du Hodna, les monts du Belezma culminent à 2 178 m d'altitude au djebel Refâa. Ce sommet est suivi du djebel Thougher (« pic des cèdres ») qui s'élève à 2 090 m d'altitude.
Le massif abrite l'une des plus importantes cédraies du pays qualifiée de « faciès sec » en rapport à sa situation et son exposition aux influences désertiques (40 km seulement des portes d'El Kantara).

## Protection environnementale

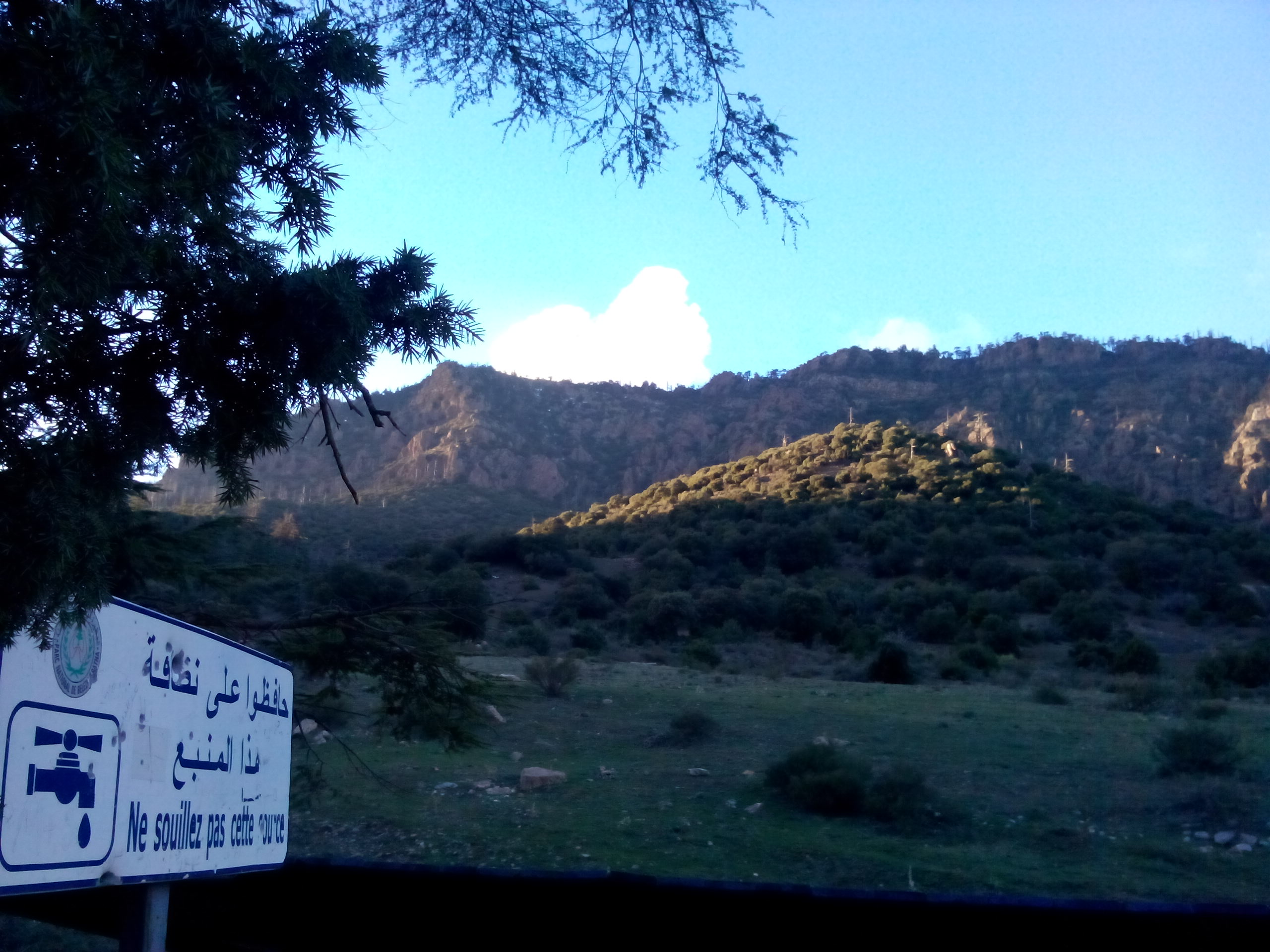
Parc national de Belezma.

La plaine de Belezma, l'une des plus fertiles, enclavée entre le relief du parc national de Belezma au sud et le mont Mestaoua, « forteresse naturelle oppidum de l'histoire » au nord, est un véritable grenier séculaire pour les populations locales, prolongement de Belezma à l'ouest. Les plaines et montagnes sont peuplées de chaouis notamment de la tribu des Ouled Chelih.
En 2015, le site est reconnu réserve de biosphère par l'Unesco.